# Young & Hungry - Cuori in cucina
Young & Hungry - Cuori in cucina (Young & Hungry) è una sitcom statunitense ideata da David Holden e co-prodotta da Ashley Tisdale, trasmessa dal 25 giugno 2014 al 25 luglio 2018 sull'emittente via cavo ABC Family, nel 2016 rinominata Freeform.
In Italia è stata trasmessa dall'11 luglio 2016 al 1º luglio 2018 su Rai 3. Solo le prime quattro stagioni, tranne la quinta, che rimane inedita, furono trasmesse da quel canale.

## Trama
Ispirata dalla vita della blogger culinaria di San Francisco Gabi Moskowitz, la sitcom vede protagonista Emily Osment nei panni di una blogger che diventa chef personale di un ricco imprenditore, Josh Kaminski, interpretato da Jonathan Sadowski.

## Personaggi e interpreti

### Personaggi principali
- Gabi Diamond, interpretata da Emily Osment
- Joshua "Josh" Xander Kaminski, interpretato da Jonathan Sadowski
- Elliot Park, interpretato da Rex Lee
- Sofia Maria Consuela Rafaella Rodriguez, interpretata da Aimee Carrero
- Yolanda, interpretata da Kym Whitley

### Personaggi ricorrenti
- Logan Rawlings (stagione 1-5), interpretata da Ashley Tisdale
- Caroline Penelope Huntington (stagione 1), interpretata da Mallory Jansen
- Cooper (stagioni 1-2), interpretato da Jesse McCartney
- Kathy Kaminski (stagione 1-5), interpretata da Cheryl Hines
- Nick Diamond (stagione 1-5), interpretato da Jerry O'Connell
- Alan (stagione 2-5), interpretato da Bryan Safi
- Jake Kaminski (stagioni 2-3), interpretato da Jayson Blair
- Shauna (stagione 2), interpretata da Kylie Minogue
- Tyler (stagione 2), interpretato da Keegan Allen
- Ms. Wilson (stagione 5), interpretata da Betty White
- Natasha Cook-Campbell (stagione 5), interpretata da Heather Dubrow

## Episodi
| Stagione         | Episodi | Episodi | Prima TV USA | Prima TV Italia |
| ---------------- | ------- | ------- | ------------ | --------------- |
| Prima stagione   | 10      | 10      | 2014         | 2016            |
| Seconda stagione | 21      | 21      | 2015         | 2016            |
| Terza stagione   | 10      | 10      | 2016         | 2017            |
| Quarta stagione  | 10      | 10      | 2016         | 2018            |
| Quinta stagione  | 20      | 10      | 2017         | inedita         |
| Quinta stagione  | 20      | 10      | 2018         | inedita         |

### Speciale
Il 24 novembre 2015, dopo circa cinque settimane dalla fine della seconda stagione, è stato trasmesso un episodio speciale intitolato "Young & Christmas", inedito in Italia.

### Webserie

#### Young & Foodies
| n° | Titolo                                | Pubblicazione  |
| -- | ------------------------------------- | -------------- |
| 1  | Get to Know Gabi                      | 24 giugno 2014 |
| 2  | Food Bomb                             | 26 giugno 2014 |
| 3  | Gabi's No Fail Grilled Cheese         | 3 luglio 2014  |
| 4  | Hot & Hungry                          | 9 luglio 2014  |
| 5  | Melted Chocolate Madness              | 19 luglio 2014 |
| 6  | Gabi's Pizza Throw Down               | 23 luglio 2014 |
| 7  | Easy Breezy Brunch with Aimee Carrero | 31 luglio 2014 |
| 8  | $50 Pantry with Jonathan Sadowski     | 6 agosto 2014  |
| 9  | Gabi's Grill                          | 13 agosto 2014 |
| 10 | Gabi's Game Show                      | 20 agosto 2014 |

### Film
In seguito al mancato rinnovo della serie per una sesta stagione, Freeform ha anche annunciato che è in sviluppo un film di due ore per concludere correttamente la serie. Il 24 agosto 2018 tuttavia l'attrice Emily Osment, Gabi nella serie, ha annunciato che il film non sarà prodotto, ma anche che nel film finale che non sarà realizzato Gabi e Josh si sarebbero sposati.

## Produzione

### Sviluppo
Lo spettacolo è ispirato al food blogger di San Francisco, Gabi Moskowitz. Il 23 agosto 2013, ABC Family ordinò l'episodio pilota. L'episodio era stato scritto da David Holden e diretto da Andy Cadiff. Ashley Tisdale, Eric Tannenbaum, Kim Tannenbaum e Jessica Rhoades erano i produttori esecutivi.
Le riprese dell'episodio pilota sono iniziate il 21 aprile 2014. Il 6 gennaio 2014, ABC Family ordinò la serie completa, che debuttò il 25 giugno 2014, a fianco della commedia Mystery Girls.

### Rinnovi
Il 29 settembre 2014, ottenne il rinnovo per una seconda stagione, il 20 agosto 2015 per una terza e il 7 marzo 2016 per una quarta.
Il 24 ottobre 2016, Osment annunciò tramite Twitter che Young & Hungry era stato rinnovato per una quinta stagione. Successivamente Aimee Carrero confermò via Twitter che gli ultimi 10 episodi della stagione 5 non sarebbero andati in onda prima del 2018.
Il 15 marzo 2018, è stato annunciato ufficialmente che la quinta stagione sarà l'ultima e che i restanti 10 episodi della serie verranno trasmessi dal 20 giugno 2018. Freeform ha anche annunciato un film di due ore per concludere correttamente la serie, ma il 24 agosto 2018 l'attrice Emily Osment ha annunciato che il film non sarà prodotto.

### Libro
L'11 aprile 2017 è stato pubblicato un libro intitolato "Young & Hungry: la tua guida completa per una vita deliziosa".

## Spin-off
Nel maggio 2016 viene annunciata la produzione dello spin-off della serie intitolato Young & Sofia, incentrato sulla co-inquilina di Gabi Sofia Rodriguez. Aimee Carrero riprenderà il ruolo di Sofia. Il resto del cast comprende Ashley Tisdale nuovamente nel ruolo di Logan Rawlings, Steve Talley nel ruolo di Kendrick e Ryan Pinkston nel ruolo di Leo. L'episodio 8 della quarta stagione della serie, in onda il 20 luglio 2016, funge da pilota per lo spin-off. A gennaio 2017, giunge la notizia che lo spin-off non verrà più prodotto.